# Escaldes-Engordany
Escaldes-Engordany este una dintre cele 6 parohii ale Andorrei. Parohia este alcătuită din satele: Escaldes, Engordany, Vilars d'Engordany, Engolasters și el Ferrer. 
Situată în sud estul țării, la o altitudine de 1050 m, parohia are un număr de 16.209 de locuitori. Până în 1978, Escaldes-Engordany și Andorra la Vella formau o singură parohie, însă datorită creșterii constante și dorinței locuitorilor ele s-au separat, formând acum două parohii distincte. Numele acestei parohii vine de la apele sale termale și fântânile publice cu temperaturi ce depășesc 60 °C.